# Severiano de Almeida
Severiano de Almeida è un comune del Brasile nello Stato del Rio Grande do Sul, parte della mesoregione del Noroeste Rio-Grandense e della microregione di Erechim.